# Жиро, Фьорелло
Фьоре́лло Жиро́ (итал. Fiorello фр. Giraud; 22 октября 1868, Парма — 28 марта 1928, Парма) — итальянский оперный певец (тенор). Сын оперного певца Лодовико Жиро (1846—1882).
Учился в Парме у Энрико Барбачини, дебютировал в 1891 году в Верчелли в заглавной партии оперы Рихарда Вагнера «Лоэнгрин» и в дальнейшем стал одним из ведущих итальянских исполнителей вагнеровского репертуара (в частности, исполнив в 1907 году партию Зигфрида в «Гибели богов» в Ла Скала под управлением Артуро Тосканини); годом позже, в 1908 г., Жиро участвовал в итальянской премьере «Пеллеаса и Мелизанды» Клода Дебюсси (как исполнитель партии Пеллеаса). В 1892 году стал первым исполнителем партии Кассио в «Паяцах» Руджеро Леонкавалло (композитору рекомендовал своего ученика Барбачини). В дальнейшем выступал по всей Италии, в том числе в Театро Комунале в Болонье (1894), театре Ла Фениче в Венеции (1895, 1900—1901), Королевском театре в Турине (1899), операх Триеста (1906), Палермо (1907); гастролировал в Барселоне (1896), Монте-Карло (1897), Сантьяго-де-Чили и Лиссабоне (1898), Мадриде (1899—1901), Каире (1901), Буэнос-Айресе (1903). Выступал с концертами до 1918 года.